# Rue Thimonnier
Rue Thimonnier är en gata i Quartier de Rochechouart i Paris nionde arrondissement. Gatan är uppkallad efter Barthélemy Thimonnier (1793–1857), uppfinnare av symaskinen. Rue Thimonnier börjar vid Rue Lentonnet 3 och slutar vid Rue Marguerite-de-Rochechouart 50.

## Omgivningar
- Notre-Dame-de-Lorette
- Rue des Martyrs
- Square d'Anvers – Jean-Claude-Carrière
- Rue Alfred-Stevens
- Cité Malesherbes
- Avenue Trudaine
- Rue Gérando
- Rue Petrelle
- Rue Lentonnet

## Bilder
| - Gatuskylt. - Notre-Dame-de-Lorette. - Boulevard Marguerite-de-Rochechouart. - Square d'Anvers – Jean-Claude-Carrière. |

## Kommunikationer
- Tunnelbana – linje  – Anvers
- Busshållplats Condorcet – Paris bussnät

### Webbkällor
- ”Rue Thimonnier”. Mairie de Paris. https://web.archive.org/web/20160303204446/http://www.v2asp.paris.fr/commun/v2asp/v2/nomenclature_voies/Voieactu/9261.nom.htm. Läst 27 november 2023.
- ”Rue Thimonnier (9ème arrondissement)”. Les rues de Paris. https://web.archive.org/web/20160406082103/http://www.parisrues.com/rues09/paris-09-rue-thimonnier.html. Läst 27 november 2023.